# Wiktor Biernacki

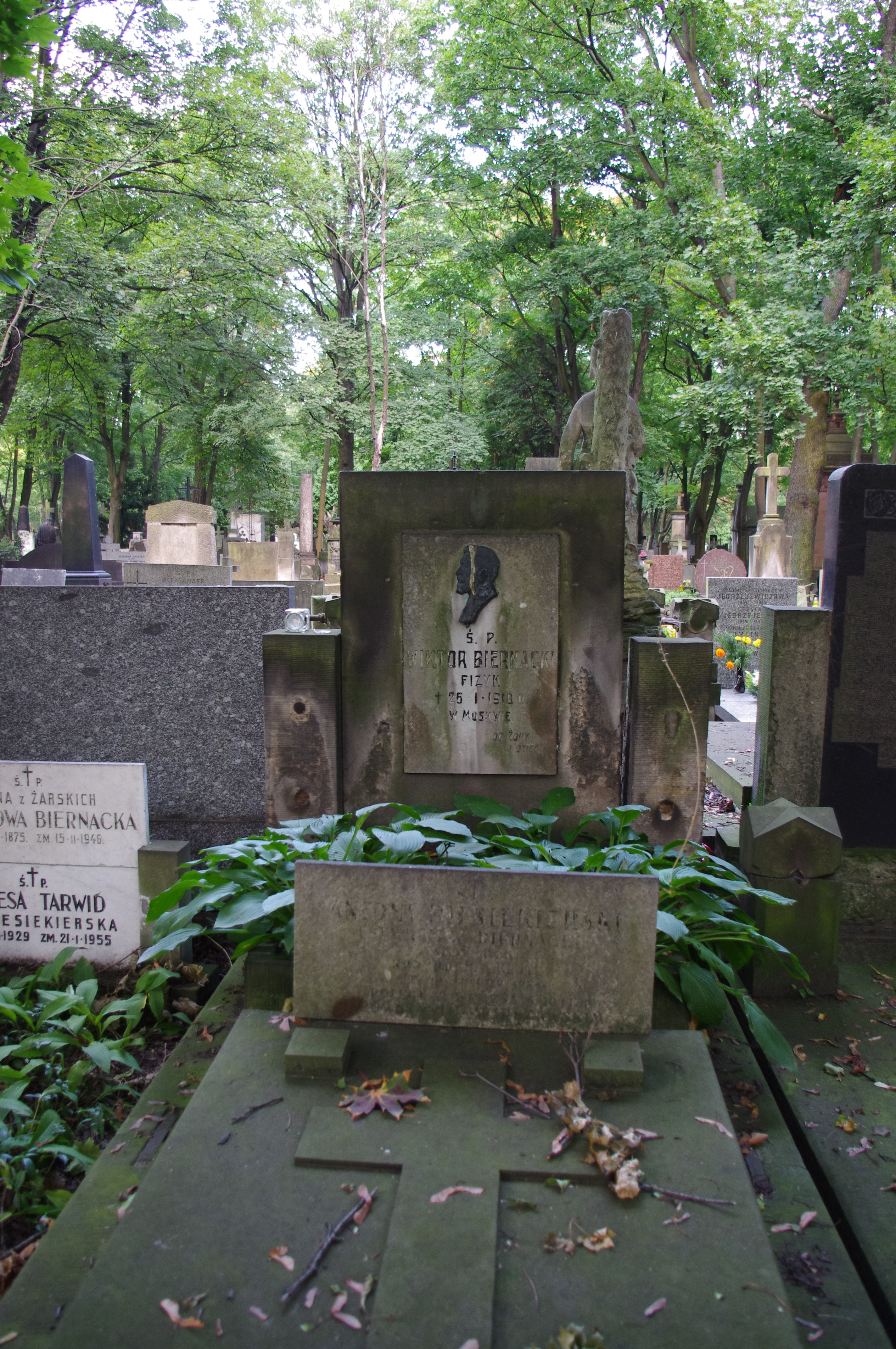
Grób fizyka Wiktora Biernackiego na cmentarzu Powązkowskim w Warszawie

Wiktor Biernacki (ur. 30 stycznia 1869 w Opocznie, zm. 26 stycznia 1918 w Moskwie) – polski fizyk, popularyzator nauki, brat Edmunda Biernackiego.

## Życiorys
Syn urzędnika Adolfa Poraj-Biernackiego i Joanny z domu Baranowskiej. Uczęszczał do Męskiego Gimnazjum Rządowego w Kielcach. Następnie studiował matematykę i fizykę w Warszawie. Działał w Pracowni Fizycznej Muzeum Przemysłu i Rolnictwa u Boguskiego i na Uniwersytecie Berlińskim u Kundta. Od 1882 asystent przy katedrze fizyki Uniwersytetu Warszawskiego. Jako jeden z pierwszych Polaków badał właściwości fal radiowych. Był też pionierem polskiej radiologii; 18 lutego 1896 na spotkaniu Warszawskiego Towarzystwa Lekarskiego przedstawił wykład na temat promieniowania rentgenowskiego, ilustrowany wykonanymi przez niego zdjęciami. Był nauczycielem fizyki w Szkole Mechaniczno-Technicznej Wawelberga i Rotwanda, Warszawskim Towarzystwie Politechnicznym i w Wyższej Szkole Rolniczej. Należał do Towarzystwa Naukowego Warszawskiego. Wykładał fizykę w Instytucie Politechnicznym w Warszawie. W latach 1906–1907 wykładowca fizyki na Wydziale Rolnym oraz w 1913 wykładowca Wykładów dla Inżynierów na Wydziale Technicznym Towarzystwa Kursów Naukowych w Warszawie. Był także w latach 1906–1909 członkiem TKN. 
Żonaty z Heleną Żarską, miał syna i córkę. Zmarł w 1918 roku w Moskwie, 24 stycznia 1929 jego prochy zostały przeniesione na warszawskie Powązki (kwatera 86, rząd 6, miejsce 25).

## Wybrane prace
- (tłum.) J. Tyndall. Sześć wykładów o świetle. Z piątego wydania przełożył Wiktor Biernacki. Warszawa: skł. gł. w Księgarni Gebethnera i Wolffa, 1899
- Nowe dziedziny widma: Promienie Röntgena. Promienie elektryczne. Telegrafia bez drutów (z przedm. Juliana Ochorowicza). Granowski i Sikorski, 1898
- Fizika. Č. 2, Lekcii 2 kursa mechaničeskago, inženerno-stroitel'n. i chimičeskago otdelenij. Varšava: Varšavskij Politechničeskij In-t, 1899
- Kurs praktičeskoj fiziki: opisanìe zadač postavlennyh v fizičeskoj laboratorìi Varšavskago Politehničeskago Instituta Imperatora Nikolaâ II. Č. 3, Zadači po optikě. Varšava, 1903
- Kurs praktičeskoj fiziki: opisanìe zadač postavlennyh v fizičeskoj laboratorìi Varšavskago Politehničeskago Instituta Imperatora Nikolaâ II. Č. 4, Zadači po èlektričestvu i magnitizmu. Varšava, 1904
- Zwierciadełka żelazne otrzymane przez rozpylanie żelaza prądem, 1905